# میگل د اندرس
میگل د اندرس (انگلیسی: Miguel de Andrés؛ زادهٔ ۸ اکتبر ۱۹۵۷) بازیکن فوتبال اهل اسپانیا است.
از باشگاه‌هایی که در آن بازی کرده‌است می‌توان به باشگاه فوتبال اتلتیک بیلبائو و باشگاه فوتبال اتلتیک بیلبائو بی اشاره کرد.
وی همچنین در تیم‌های ملی فوتبال زیر ۱۸ سال اسپانیا، زیر ۲۳ سال اسپانیا، Spain national amateur football team, Spain B national football team، و اسپانیا بازی کرده‌است.